# Die Rückkehr des Sandokan
Die Rückkehr des Sandokan ist ein italienisch-deutscher Fernsehvierteiler von Enzo G. Castellari aus dem Jahr 1996 mit Kabir Bedi in der Hauptrolle.

## Inhalt
Zur Zeit von Königin Victoria reist die junge Journalistin Lady Dora Parker nach Indien. Sie will die Biografie des legendären Freibeuters Sandokan schreiben. Vor Ort gerät sie direkt in eine Intrige von Raska, dem Herrscher von Limpur, der seine Cousine Surama, die von Sandokan unterstützt wird, vom Thron Assams stürzen möchte. Der Engländer James Guilford wäre gerne englischer Gouverneur und paktiert zu diesem Zweck mit Raska. Guilford tötet den Gouverneur und schiebt Sandokan die Schuld in die Schuhe und Raska entführt die Maharani. Lord Henry Parker will den Tod des britischen Gouverneurs untersuchen. Selbst Lady Dora glaubt zunächst die Lüge. Sandokan überzeugt sie jedoch von der Wahrheit. Gemeinsam wollen sie die Maharani aus der Gewalt von Raska befreien.
Guilford spinnt seine Intrigen immer weiter. Lord Parker merkt nicht, dass er Waffen an Raska verkauft. Sandokan gelingt es, in Raskas Palast einzudringen. Aber er wird gefangen genommen und brutal gefoltert. Und dennoch: Das Versteck von Lady Dora gibt er nicht preis. James sieht sich schon am Ziel, als seine Ernennung zum Gouverneur kurz bevorsteht. Einzig Doras Anschuldigungen gegen ihn und Raska könnten seine intriganten Machtspiele noch aufdecken und verderben. Aus diesem Grund erpresst James Sandokans Freund Yanez und verlangt von ihm, Dora zur Einsicht zu bringen, wenn ihm das Leben seines Sohnes André lieb ist. Um auch Sandokan vor dem Tod zu bewahren, willigt Dora sogar ein, den verbrecherischen Briten zu heiraten.

## Hintergrund
Drehort war Mysore, im Süden Indiens, etwa 200 km von Bangalore im Bundesstaat Karnataka, entfernt. Viele Szenen wurden in dem 1912 erbauten Palast des Maharaja gedreht. Wie in Salgaris Erzählungen lebt hier noch immer der Sohn des Maharajas. Andere Szenen wurden in verschiedenen Orten des Bundesstaates Tamil Nadu gedreht, wie zum Beispiel in der Hauptstadt Madras, wo sich auch die Studios für die Masalafilme befinden.
Im Verlauf der Geschichte stellt sich heraus, dass James Guilford ein Neffe von James Brooke ist, der in Sandokan – Der Tiger von Malaysia, als Weißer Raja von Sarawak, Sandokans Gegenspieler war.
Die Rolle des Yanez übernahm Fabio Testi, da Philippe Leroy aus Altersgründen abgelehnt hatte. Während im Film Der Tiger von Malaysia viele Rollen von malayischen und indischen Darstellern besetzt waren, spielten diesmal Romina Power die Maharani und Mathieu Carriere den Raska. Kritik gab es auch von Sergio Sollima, dem Regisseur der ersten Sandokan-Serie, weil der „Rückkehr des Sandokan“ kein Roman von Emilio Salgari zu Grunde lag.
1998 gab es noch einen Ableger Der Sohn des Sandokan, ebenfalls mit Kabir Bedi.